# بخش ستاروکولاتکینسکی
بخش ستاروکولاتکینسکی (به لاتین: Starokulatkinsky District) یک منطقهٔ مسکونی در روسیه است که در استان اولیانوفسک واقع شده‌است.